# Bahnhofsplatz Hernals

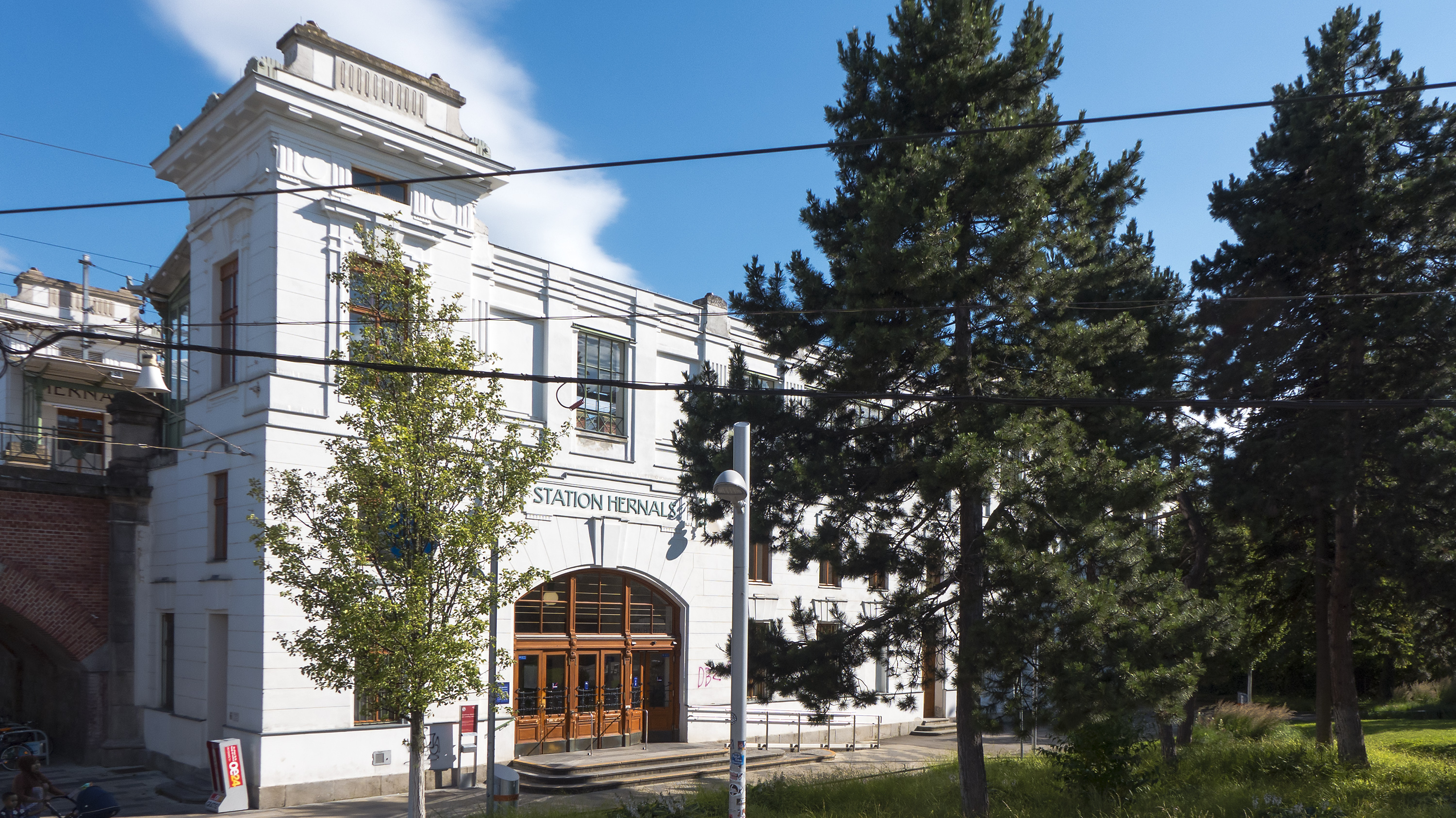
Bahnhof und Vorplatz, Nordseite

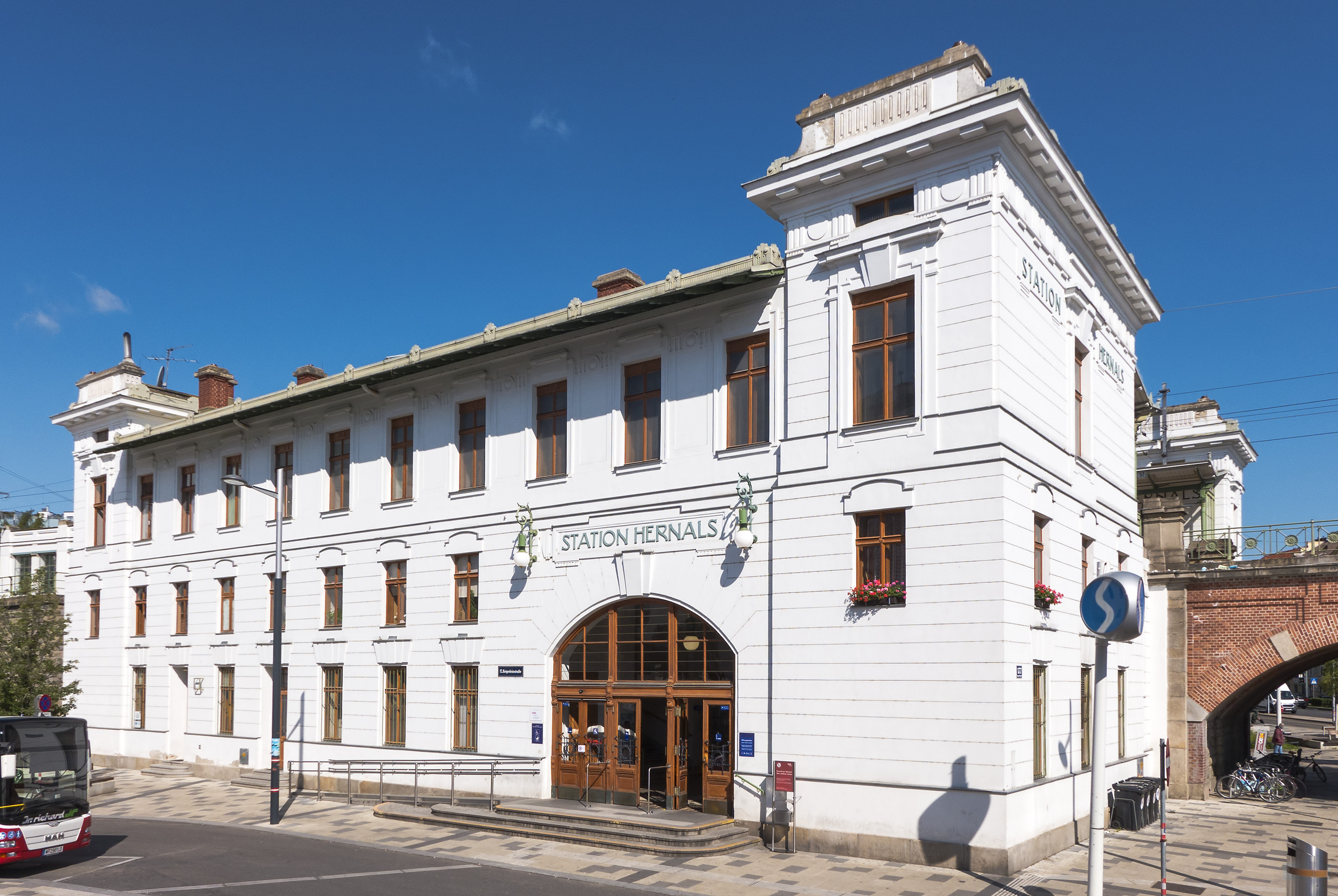
Bahnhof und Vorplatz, Südseite

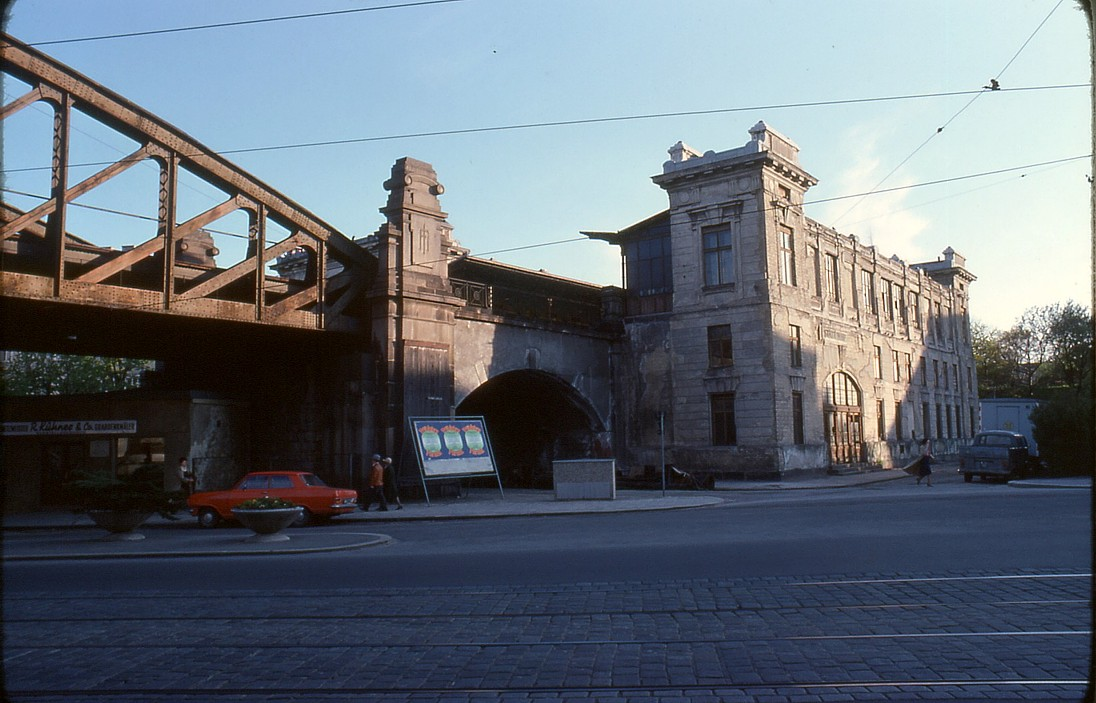
Bahnhof und Vorplatz 1979, vor der Revitalisierung.

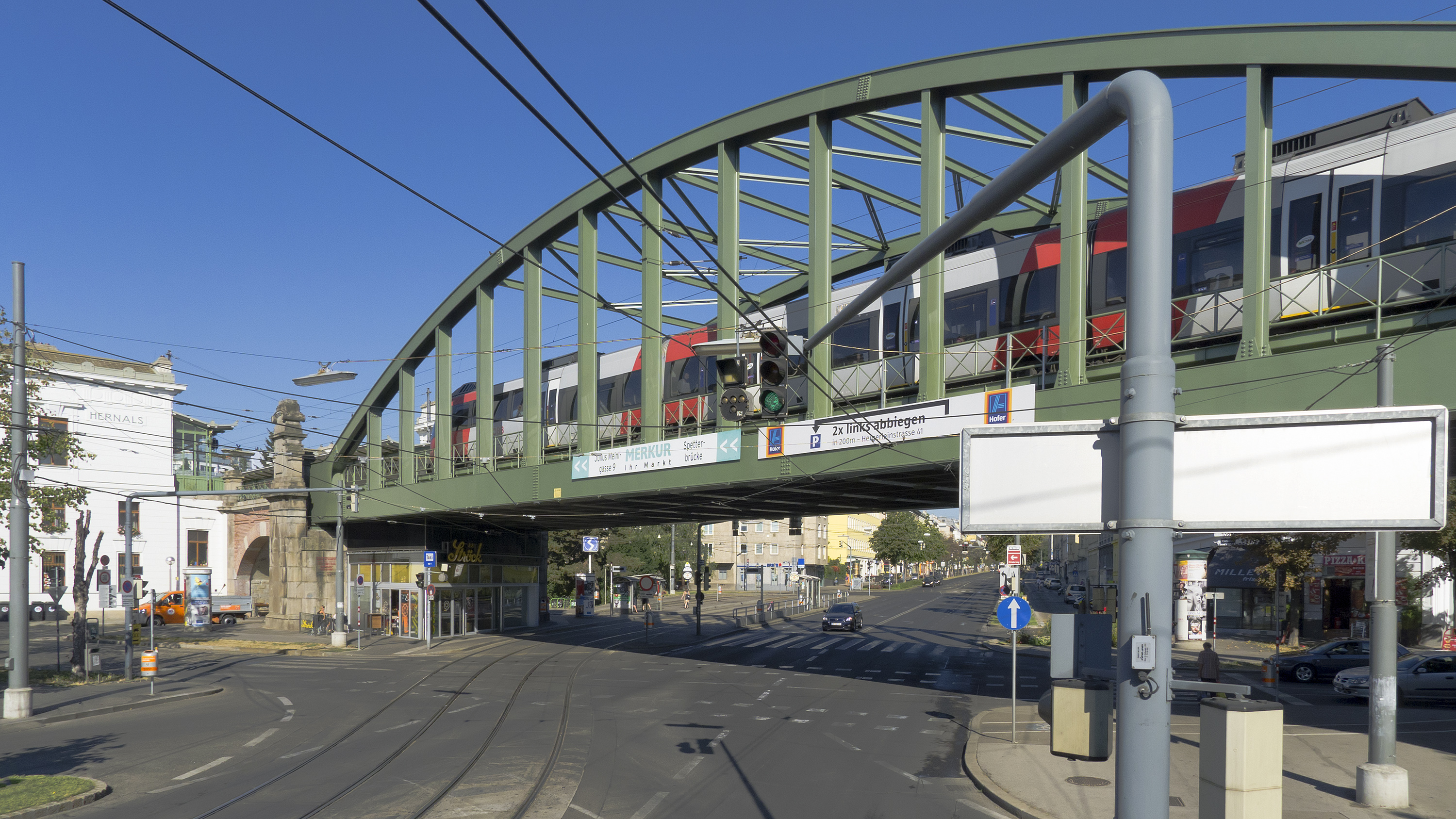
Blick von Nordwesten in Richtung Bahnhofsvorplätze, Hernalser Hauptstraße.

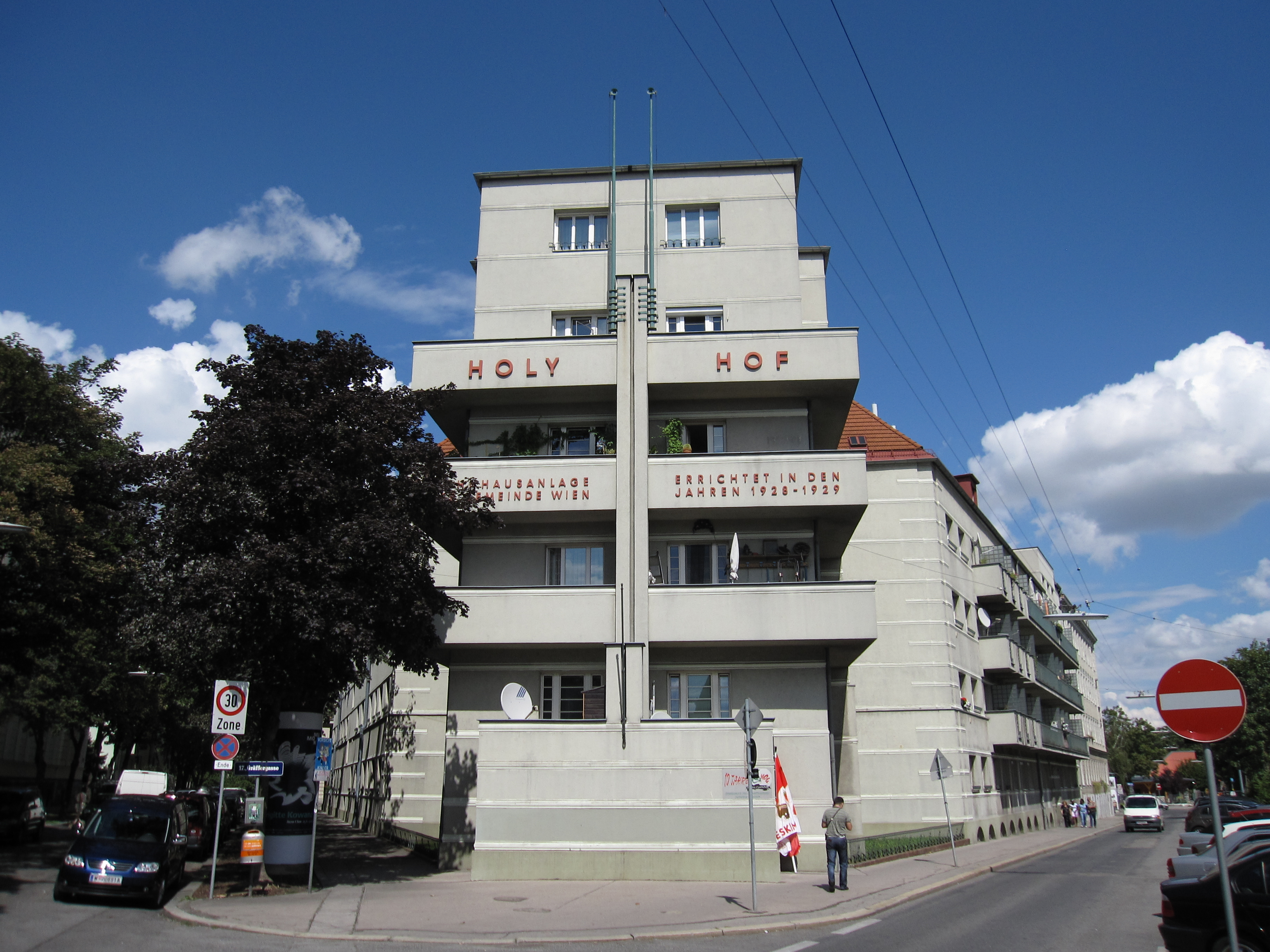
Der Holyhof (1928/9) des Wagnerschülers Rudolf Perco.

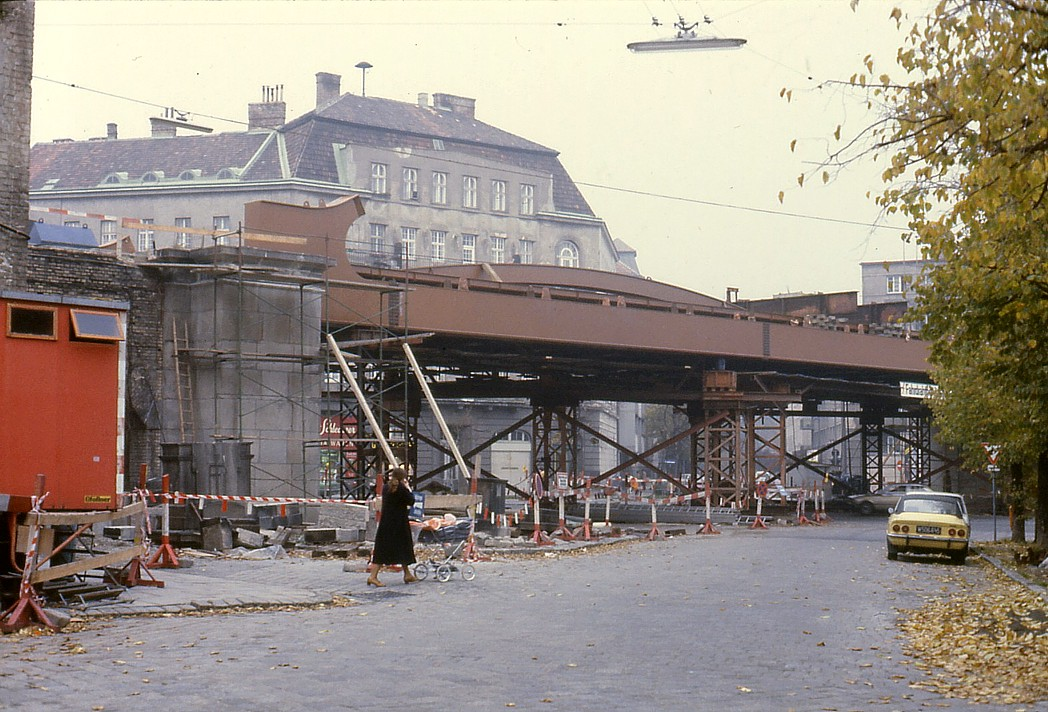
Bahnhofsbrücke während des Neubaus 1982, dahinter das monumentale abgeschrägte Eckhaus (1914) Hernalser Hauptstr. 180.

Bahnhofsplatz Hernals (auch Hernalser Bahnhofsplatz) ist eine Bezeichnung für die nicht offiziell benannte großräumige Einbuchtung der Hernalser Hauptstraße beim S-Bahnhof Hernals am Frauenfeld im Westen Wiens. Neben dem zentrumsnäheren Elterleinplatz ist der Bahnhofsplatz die zweite erwähnenswerte platzartige Unterbrechung der fast 3 Kilometer langen Hauptachse des 17. Wiener Gemeindebezirks. An die ursprüngliche Auffassung dieses derzeit vom Durchzugsverkehr dominierten Stadtraums als repräsentativer öffentlicher Platz erinnern die angrenzenden Bauten, die durch teils abgeschrägte Eckfassaden ins Platzensemble hereinwirken. Infolge eines Umgestaltungsprojekts (2014/15) hat der stadtauswärtige Vorplatz den Namen Platz der Freiheit erhalten.

## Geschichte und stadträumliche Stellung
Als nach der Eingemeindung der westlichen Vororte nach Wien 1890/2 die Errichtung einer Vorortelinie beschlossen wurde, die das neue Stadtgebiet besser anbinden sollte, wurde auch ein Bahnhof der Wiener Stadtbahn im damals noch wenig besiedelten Grenzgebiet der vormals unabhängigen Gemeinden Hernals, Dornbach und Ottakring erbaut. Die Stationen Gersthof und Ottakring verbindend, kam es zu einer diagonalen Kreuzung des Gleiskörpers mit der Hernalser Hauptstraße, der wichtigsten Verkehrs- und Entwicklungsachse des 17. Bezirks. Aus dieser Situation ergab sich eine Schrägstellung des Bahnhofsgebäudes auf einem rechteckigen Parzellenraum im spätgründerzeitlichen Raster. Dadurch entstanden auf beiden Seiten unregelmäßige Vorplätze. Der weitaus größere öffnet sich in Richtung Frauenfeld bzw. Dornbach und weist einen kleinen Park sowie einen kopfsteingepflasterten, annähernd rechteckigen Vorplatz auf, der aussieht, als sei er für einen kleinen Markt konzipiert worden. Ein südwärtiger Weg führt durch den Park zum Kongressplatz, der bereits jenseits der Hernalser Bezirksgrenze auf Ottakringer Gebiet liegt. Nördlich des Parks findet sich die Straßenbahnstation der Linie 43. Der kleinere, dreieckige Vorplatz auf der stadteinwärtigen Seite öffnet sich in Richtung Neuottakring/Wattgassenviertel und ist für den Bus- und Taxiverkehr bedeutend.
In Dokumenten der MA18 (Stadtplanung und Stadtentwicklung) wird der gegenständliche Stadtraum nicht als Bahnhofsplatz bezeichnet, sondern als „Stationsumfeld S45-Station Hernals“, unterteilt in einen „Vorplatz Hernalser Hauptstraße“ und einen „Vorplatz Heigerleinstraße“.

## Bauliches Umfeld
Vor allem auf der stadtauswärtigen Seite des Bahnhofsplatzes finden sich einige bemerkenswerte Gebäude, welche die homogene Verbauung der äußeren Hernalser Hauptstraße mit vier- und fünfgeschoßigen spätgründerzeitlichen Zinshäusern unterbrechen. Neben dem monumentalen Stationsgebäude von Otto Wagner, das 1898 eröffnet wurde und den wichtigsten Verstädterungsimpuls für das bis dahin siedlungstechnisch kaum erschlossene Gebiet gab, ist der 1928/9 nach Entwürfen des Wagner-Schülers Rudolf Perco erbaute Holyhof erwähnenswert. Der Architekt nahm auf den unregelmäßigen Platzraum Bezug, indem er die markante Fassade des dreieckigen Gebäudes mit übereck geführten Steinbalkons und einer turmartigen Überhöhung auf das Stationsgebäude ausrichtete.
Auch das Eckhaus Hernalser Hauptstraße/Heigerleinstraße, das erst 1914 nach Plänen von Martin Smid errichtet wurde, nimmt mit seiner markanten Schrägstellung auf den Platzraum Bezug. Das neobiedermeierlich-spätsecessionistische Wohnhaus wirkt für das von Arbeiterwohnhäusern mit flacher Fassadentektonik geprägten Rasterviertels im Grenzbereich von Hernals und Ottakring ungewöhnlich bürgerlich und auf manchen Beschauer wie eine vorstädtische Version des Looshauses in der Wiener Innenstadt. Der Putzdekor auf der Seite der Hauptstraße ist nicht erhalten, dürfte aber jenen auf der Heigerleinstraße dupliziert haben und wäre demnach leicht rekonstruierbar.
Westlich schließen vier vom bekannten Jahrhundertwende-Architekt Oskar Marmorek gestaltete Zinshäuser an (Marmorek-Häuser), die 1906 errichtet wurden. Davon haben sich das prägnante Haus Hernalser Hauptstraße Nr. 186 mit Schweifgiebel und strenger Gliederung sowie das Nachbarhaus (Nr. 188) am besten erhalten. Nr. 182 verlor seinen markanten Dreiecksgiebel im Zuge eines rezenten Dachgeschoßausbaus. Ungewöhnlich bei dem eher schmucklosen Haus Nr. 184 ist die für Vorstadtverhältnisse seltene Sechsgeschoßigkeit. Der Baublock wird im Westen vom Türkenritthof (Nr. 190–192) abgeschlossen, einem 1927/8 nach Plänen von Paul Hoppe (Bruder des bekannteren Emil Hoppe) errichteten Gemeindebau im „romantischen Stil“ mit Erkern, Giebeln und Loggias. Der U-förmige Baublock, der das spätgründerzeitliche Umfeld keineswegs negiert, wird im Süden von einem Portalverbauung mit der Steingruppe Türkenritt abgeschlossen, die sich auf einen alten Hernalser Brauch bezieht.
Das dritte monumentale Einzelelement im Platzensemble neben Holyhof und dem danebenliegenden Eckhaus ist das Stationsgebäude samt anschließender Brücke über den Straßenraum. Durch seine Schrägstellung hat es keine direkt auf die Hauptstraße gerichtete Schauseite, weshalb die beiden Eingangsfassaden annähernd gleichwertig ausgestaltet sind. Das asymmetrische Gebäude wirkt mit seinem monumentalen Eck (bekrönter Eckrisalit über Portal, gemauerter Viaduktbogen, von Straße sichtbares Perrondach) allerdings doch auch signifikant auf den Platz herein.

## Verkehrsknotenpunkt
Durch seine Situierung an der Kreuzung wichtiger Verkehrsachsen (Hernals-Dornbach über die Hernalser Hauptstraße, Tangentialverbindung B222 zwischen Gersthof und Sandleiten), ist der Platz vom Durchzugsverkehr geprägt. Der Entschluss, die B222 über den Platz und beim Park übereck zu führen anstatt östlich am Stationsgebäude vorbei, hat zu einer signifikanten Beeinträchtigung der Aufenthaltsqualität am Platz und im Park geführt. Der Letztere wird vorrangig als Treffpunkt von Alkoholkonsumierenden, seltener von älteren Mitbürgern zum Rasten genutzt.
Im Zuge einer Fußgängererhebung 2010 (siehe Unterpunkt Literatur) wurde die Verkehrssituation im Umfeld der Station erhoben und beurteilt. Als problematisch wurde etwa die Komplexität des Verkehrsknotens bezeichnet, die zu langen Wartezeiten und Ampelphasen führt, wie auch die zu klein dimensionierte Verkehrsinsel (Straßenbahnstation stadtauswärts), die zu Gedränge und Problemen bei Kinderwagenfahrern führt.